# Impossible Princess
Impossible princess е шестият студиен албум на австралийската певица Кайли Миноуг. Той е издаден на 22 октомври 1997 година. Миноуг започва работа по албума през 1995 – 1997 г. с известни композитори и продуценти.

## История
След излизането си албумът достигна четвърто място в Австралия и десето във Великобритания. Първият сингъл на албума е Some Kind of Bliss. Албумът достига до четвърто място в Австралия.

## Сингли
- Some Kind of Bliss е издаден през септември 1997 г. Той достига двайсет и седмо място в Австралия и номер двайсет и две във Великобритания. Този сингъл не е издаден в САЩ.

- Did It Again е издаден през ноември 1997 г. Той достига 15. място в Австралия и номер четиринайсет във Великобритания. Този сингъл не е издаден в САЩ.

- Breathe е издаден през февруари 1998 г. Той достига двайсет и трето място в Австралия и номер тринайсет във Великобритания. Този сингъл не е издаден в САЩ.

- Cowboy Style е издаден през август 1998 г. Той достига трийсет и девето място в Австралия. Този сингъл не е издаден в САЩ и Великобритания.

## Списък с песните

### Оригинален траклист
1. Too Far – 4:43
2. Cowboy Style – 4:44
3. Some Kind of Bliss – 4:13
4. Did It Again – 4:22
5. Breathe – 4:38
6. Say Hey – 3:37
7. Drunk – 3:59
8. I Don't Need Anyone – 3:13
9. Jump – 4:03
10. Limbo – 4:05
11. Through the Years – 4:20
12. Dreams – 3:44

### Японско издание
1. Tears – 4:26

### Специално издание
1. Love Takes Over Me – 4:19
2. Too Far (Inner Door Mix) – 6:19
3. Did It Again (Did It Four Times Mix) – 5:49
4. Breathe (Tee's Dancehall Mix) – 6:21
5. Tears – 4:27
6. Too Far (Junior's Riff Dub) – 5:49
7. Breathe (Tee's Dub of Life) – 7:55
8. Some Kind of Bliss (Quivver Mix) – 8:39
9. Did It Again (Razor-n-Go Dub) – 9:53
10. Breathe (Tee's Glimmer Mix) – 4:46
11. Too Far (North Pole Mix) – 5:54
12. This Girl – 3:09

## Екип
- Кайли Миноуг – вокал, беквокали
- Steve Anderson – кейборд, гранд пиано, китара, programming, string arrangements
- James Dean Bradfield – китара, бас
- Geoff Bird, Greg Bone – китара
- Livingstone Brown, Steve Walters – бас
- Neil Sidwell – тромбон
- Simon Clarke – саксофон, flute
- Tim Sanders – саксофон
- Guy Barker, Roddie Lorimer – тромпет
- Martin Loveday – cello
- Peter Lale – виола
- Nick Nasmyth – кейборд, string arrangements
- Steve Sidelnyk – барабани, percussion
- Sean Moore – барабани
- Andy Duncan – percussion
- Gavyn Wright – цигулка, orchestra lead
- Sally Herbert – strings, string arrangements
- Johnnie Hardy, Bogislaw Kostecki – fiddle
- Dave Eringa, Will Malone, Gini Ball, Claire Orsler, Jocelyn Pook, Anne Stephenson – string arrangements
- Alan Bremmer – programming, engineering, микс
- Richard Lowe – mix engineering, engineering
- Sunny Lizic, Paul Wright – engineering
- Stephane Sednaoui – фотосесия
- Farrow Design – art direction